# Peace (singel Depeche Mode)
Peace – drugi singel zespołu Depeche Mode promujący album "Sounds of the Universe" a zarazem czterdziesty ósmy w karierze grupy. Wydany został 15 czerwca 2009.
Piosenka osiągnęła 57 miejsce na brytyjskiej liście przebojów. W Niemczech dotarła do 25 miejsca. Teledysk kręcono w Rumunii przez francuski duet Jonas & Francois. Utwór był wykonywany na żywo w trasie koncertowej "Tour of the Universe" między "Come Back" a "In Your Room" ale po pierwszej rundzie został usunięty i nie był grany do końca trasy.

## Lista utworów

### 7" Mute Bong 41
1. "Peace (Single Version)" - 3:36
2. "Come Back (Jonsi Remix)" - 4:04

### CD Mute CDBONG41
1. "Peace (Single Version)" - 3:36
2. "Peace (SixToes Remix)"

### CD Mute LCDBONG41
1. "Peace (Single Version)" - 3:36
2. "Peace (Remix Hervé)" - 5:10
3. "Peace (Sander Van Doorn Remix)" - 8:02
4. "Peace (Japanese Popstars Remix)" - 6:46
5. "Peace (Sid Remix LeRock)" - 6:35
6. "Peace (Justus Köhncke Extended Club Disco Vocal Remix)" - 6:24

### Ranking z 2009
Austria - 72
Francja - 18
Niemcy - 25
Szwecja - 59
Szwajcaria - 53
Wielka Brytania - 57
Europejski Hot 100 Singles - 45

## Twórcy

### Depeche Mode
- David Gahan - wokale główne
- Martin Gore - syntezator, gitara, wokale drugoplanowe
- Andrew Fletcher - syntezator

### Pozostali
- Luke Smith - syntezator, automat perkusyjny